# لويس سينيستيرا
لويس سينيستيرا (بالإسبانية: Luis Sinisterra)‏ (مواليد 17 يونيو 1999) هو لاعب كرة قدم كولومبي يلعب كمهاجم في نادي فاينورد.

## روابط خارجية
- لويس سينيستيرا على موقع الاتحاد الأوربي (الإنجليزية)
- لويس سينيستيرا على موقع قاعدة بيانات كرة القدم.إي يو (الإنجليزية)
- لويس سينيستيرا على موقع ناشيونال فوتبول تيمز (الإنجليزية)
- لويس سينيستيرا على موقع Soccerbase.com (لاعب) (الإنجليزية)
- لويس سينيستيرا على موقع Soccerway.com (الإنجليزية)
- لويس سينيستيرا على موقع عالم كرة القدم.نت (الإنجليزية)
- لويس سينيستيرا على موقع AS.com (الإسبانية)